# إسكو كونامو
إيسكو سوليڤي كونّامو (بالإنجليزية: Esko Sulevi Kunnamo) ‏(29 مايو 1929 – 23 يناير 2014) كان دبلوماسياً فنلندياً.
وُلد كونّامو في فييبوري، وحصل على درجة البكالوريوس في العلوم. التحق بالعمل في وزارة الشؤون الخارجية (فنلندا) منذ عام 1967، وشغل منصب سفير فنلندا لدى الكويت وأبوظبي بين عامي 1985 و1989، ثم سفيراً في لاجوس بين عامي 1989 و1993. تُوفي في هلسنكي عن عمر ناهز 84 عاماً.